# Gnophos cava
Gnophos cava là một loài bướm đêm trong họ Geometridae.